# Tage Møller
Tage Møller (* 14. März 1914 in Kopenhagen; † 14. Februar 2006 in Glostrup) war ein dänischer Radrennfahrer.

## Sportliche Laufbahn
Møller startete für den Verein ABC Kopenhagen. Er war Teilnehmer der Olympischen Sommerspiele 1936 in Berlin. Bei den Spielen schied er im olympischen Straßenrennen beim Sieg von Robert Charpentier aus. Die dänische Mannschaft kam nicht in die Mannschaftswertung. 1933 wurde er beim Sieg von Werner Grundahl Hansen Dritter der nationalen Meisterschaft im Straßenrennen, ebenso 1934, als Leo Nielsen den Titel gewann. In der Meisterschaft der Nordischen Länder gewann er 1936 den Titel in der Mannschaftswertung im Bahnradsport.
In der Saison 1938 fuhr er als Berufsfahrer, ohne größere Erfolge verzeichnen zu können.

## Berufliches
Beruflich war er als Gärtner tätig.